# Cristalloïde de Reinke
Les cristalloïdes de Reinke sont des inclusions éosinophiles (c'est-à-dire qui sont facilement colorées par l'éosine) en forme de bâtonnets trouvés dans les cellules de Leydig au sein des testicules humain. Ils ne sont normalement trouvés que chez l'homme adulte, mais on en trouve aussi dans certaines tumeurs ovariennes. 

Au microscope, ils apparaissent comme des rectangles très allongés dont les extrémités sont parfois arrondies ou en forme de cône arrondi ;

Ils peuvent apparaître brisés, avec dans ce cas des angles nets aux "cassures" ;

Ils sont considérés comme pathognomoniques des cellules de Leydig

## Histoire
- 1896 : l'anatomiste F.B. Reinke les observe au microscope et en fait pour la première fois une description ; 
Certains de leurs aspects ont ensuite été étudiés par de nombreux autres auteurs (e.g. Fawcett & Burgos, 1960; de Kretser, 1967; Sohval et al. 1973; Christensen, 1975; Kerr, 1991) ;
- 1970 : Janko & Sandberg ont montré qu'ils contenaient des protéines ;
- 1978 : Mori et ses collègues ont montré que leur nombre augmentait avec l'âge ;
- 1999 : une forme de cristal protéique très proche est décrit chez le singe Ouistiti[2] ;
- 2006 ; En Australie, Stewart Colin et Hammond Ian identifient des cristalloïdes de Rinke dans des cellules de leydig d'une tumeur ovarienne d'une femme de 39 ans présentant des signes d'androgénie avec un taux élevé de testostérone (27 nmol/L à comparer aux 0.2 à 2.9 nmol/L attendus)[3]. Chez cette patiente, la plupart des cristaux étaient intracytoplasmiques, mais quelques semblaient intranucléaires ou extracellulaires.

## Caractéristiques
- Le caractère « éosinophile » de ces structures laisse penser que son enveloppe est de pH « basique » (l'éosine est acide et se fixe préférentiellement sur des supports basiques) ; Leur composition moléculaire précise reste cependant inconnue[2].
- Les Cristalloïdes de Reinke n'existent normalement que dans le cytoplasme des cellules de Leydig âgées (ces cellules garnissent majoritairement le tissu interstitiel des tubes séminifères du testicule humain). 
On en trouve aussi parfois dans le noyau des cellules, ou – dans certaines tumeurs - en dehors de celles-ci (souvent il pourrait s'agir de cristalloïdes libérés au moment de la coupe, mais on en retire également avec une aiguilles ultrafine, hors des cellules[4],[5])
- Bien que des cristalloïdes protéiques inhabituels ou des formes proches aient été trouvées chez d'autres espèces de mammifères [2], ces cristaux protéïques, dans leur forme typique ne sont considérés comme connus que chez l'homme adulte et chez quelques espèces de rats, mais non chez les autres espèces de mammifères.
- Dans certains cancers, leur disposition ne semble pas résulter du hasard ; un pattern particulier (alignements, éventuellement "coudés") a été observé dans certains cancers des testicules[6]

## Observation
- S'ils ont été convenablement colorés (hématoxyline-éosine par exemple, ou bleu de toluidine, ou hématoxyline de Heidenhain), ils deviennent bien visibles au microscope optique[7].
- Dans le cas de tumeurs, ils sont difficiles à observer sur les coupes de tissus congelés, mais un frottis de la surface de la tumeur semble en libérer une grande quantité[8].

## Fonctions
Les cellules de Leydig jouent un rôle endocrinien majeur, élaborant et sécrétant la testostérone, mais le rôle des cristalloïdes de Reinke reste encore totalement inconnu. 

Le fait qu'ils s'accumulent au cours de la vie, laisse penser qu'ils pourraient peut-être jouer un rôle de stockage de produits dégénératifs de la vie cellulaire, mais ils ne sont pas un constituant nécessaire à la production de testostérone.

## Formation
On ignore encore comment se forment ces cristalloïdes ;
- une hypothèse (qui reste à confirmer) est qu'il existe des précurseurs de ces cristalloïdes. Ces précurseurs pourraient être deux types d'inclusions paracristallines (différente des cristaux de Reinke) observées dans les cellules de Leydig des testicules normaux et matures chez neuf patients sur 10 sélectionnés pour une étude. Ces formations étaient caractérisées par des filaments fins constitués de fascicules de rangées parallèles de 4 ou 5 fibrilles denses (observés chez 8 des 10 sujets de l'étude) et - dans un cas - par des tubules dans le cytoplasme. Dans 4 cas, ces inclusions étaient localisées dans le cytoplasme et dans 4 autres cas, ils étaient confinés dans les noyaux. 
Le type tubulaire de paracrystal, type B, a été observée chez un seul patient. Les auteurs ont noté que les "paracrystalloïdes" et des cristalloïdes de Reinke n'étaient jamais rencontrés dans la même cellule. Le passage d'une forme à l'autre n'est cependant pas démontré[10].